# Махисарвар

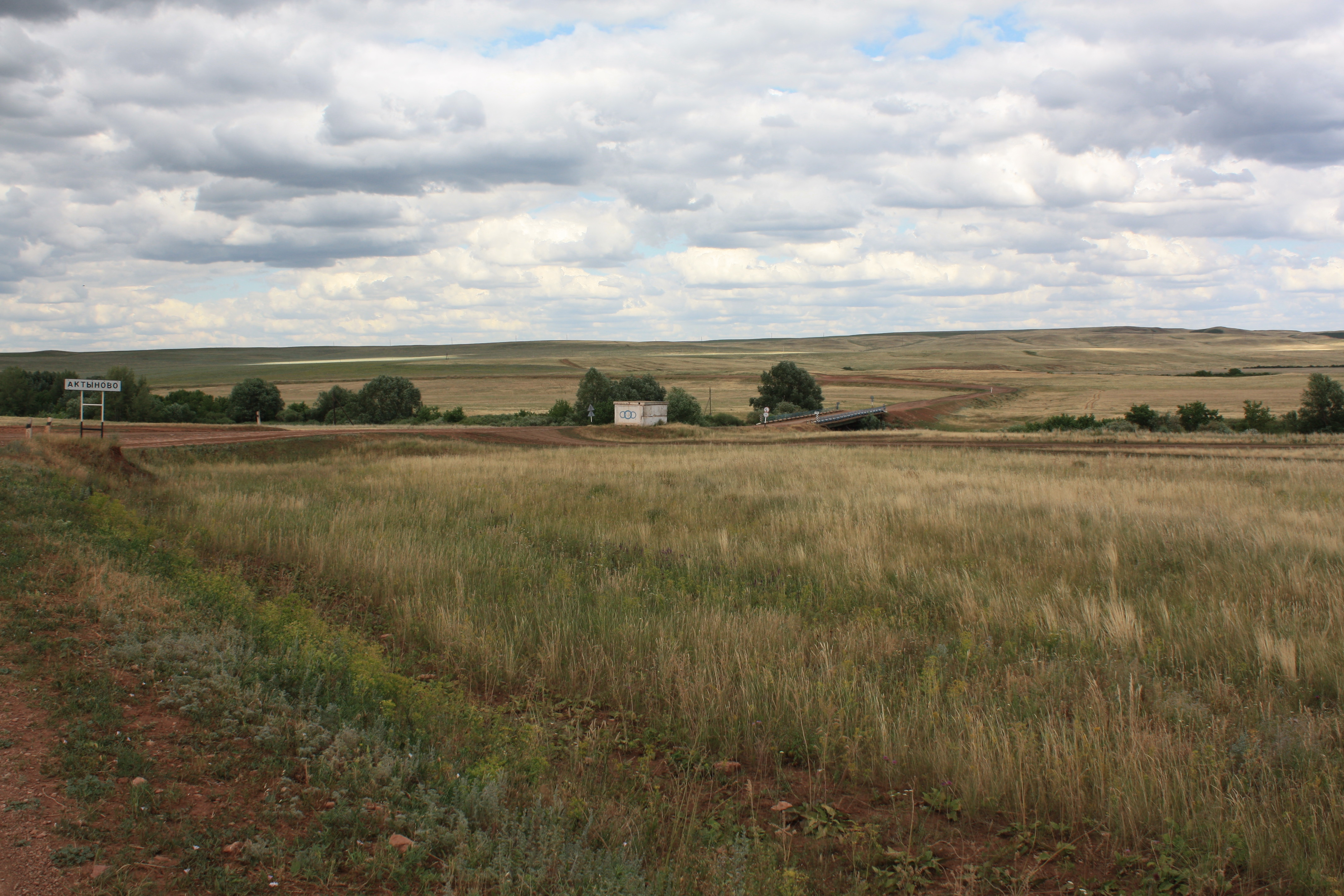
Степь в долине реки Ток близ Актыново.

Махисарвар (баш. Маһисәрүәр, Махисаруар, в русском варианте Магисарвар) — башкирская народная песня о любви. Песня в репертуаре Равиля Харрасова, Хамдуны Тимергалиевой. Махисарвар женское имя персидского происхождения, один из редких случаев, когда персизм вместе с именем Сарвар, фамилией Сарваров получил распространение в башкирском, татарском языках, где преобладают тюркизмы.
Как и ряд других башкирских песен, песня содержит географический аспект — отсылку к долине реки Ток как Родины Махисарвар, места компактного проживания башкир упраздненного Ток-Чуранского кантона в Оренбургской области. В связи с чем, песня считается гимном Оренбургских башкир и исполняется на каждом башкирском сабантуе тех мест.
В прошлом башкиры пели эту песню как пожелание, когда вели юношей на войну .
В 2014 году был выпущен музыкальный клип.